# As If!
As If! é o primeiro EP da artista americana Sky Ferreira. Ele foi lançado em 22 de março de 2011 pela Capitol Records. O lançamento do EP foi anunciado pela Ferreira, sobre o adiamento de seu álbum de estreia, que foi definido para o lançamento em janeiro de 2011.

## História
Após o lançamento de "One" e "Obsession" como o primeiro single do álbum de estréia de Sky, foi anunciado através de um comunicado de imprensa do álbum seria lançado em 11 de janeiro de 2011. No entanto, o álbum foi adiado e As If! foi anunciado para lançamento em 22 de março de 2011 pela Capitol Records.O lançamento do single "Sex Rules" precederam o lançamento do EP. Sky foi simultaneamente apresentado na campanha de propaganda para CK One da Calvin Klein.
Antes do lançamento do álbum, em 1 de março de 2011, "Sex Rules" foi lançada no iTunes Store como um single promocional do EP.

## Faixas
| N.º | Título             | Duração |  |
| 1.  | "Sex Rules"        | 2:45    |  |
| 2.  | "Traces"           | 3:34    |  |
| 3.  | "Haters Anonymous" | 3:49    |  |
| 4.  | "99 Tears"         | 3:28    |  |
| 5.  | "108"              | 3:17    |  |

## Histórico de Lançamento
| Região         | Data           | Formato        | Gravadora  |
| -------------- | -------------- | -------------- | ---------- |
| Estados Unidos | March 22, 2011 | Music download | Capitol    |
| Reino Unido    | March 22, 2011 | Music download | Parlophone |